# Stepway
Gama Stepway este un nivel de echipare oferit de Dacia din 2009 pe diferite modele din gama sa. În prezent este disponibil doar pe Sandero (acum la a treia generație) și, deși nu este specificat, unele elemente, precum bara față și ornamente se regăsesc pe Jogger.

## Gama

### Modele anterioare
- Dacia Sandero Stepway (2009–2012)
- Dacia Sandero Stepway II (2012–2020)
- Dacia Dokker Stepway (2013–2021)
- Dacia Lodgy Stepway (2014–2021)
- Dacia Logan MCV Stepway (2017–2020)
- Dacia Logan Stepway (2019–2020)

### Modele actuale
- Dacia Sandero Stepway III (2020–prezent)
- Dacia Jogger (2021–prezent)